# Campylaspis aperta
Campylaspis aperta is een zeekommasoort uit de familie van de Nannastacidae. De wetenschappelijke naam van de soort is voor het eerst geldig gepubliceerd in 1958 door Lomakina.